# Römhilder Kästchen
Als Römhilder Kästchen werden bestimmte, überwiegend im 17. Jahrhundert aus Holz und Alabaster bestehende, einander sehr ähnliche Schatullen bezeichnet, die wahrscheinlich im thüringischen Römhild, heute Landkreis Hildburghausen produziert wurden.

## Form und Funktion
Es handelt sich um rechteckige, verschließbare Kästen mit Klappdeckel, meist etwa 33 cm breit, 20 bis 25 cm tief und 17 bis 18 cm hoch. Auf ihre in Brettbauweise zusammengefügte Wandung aus schwarz gefärbtem („ebonisiertem“) Holz sind im Stil der Spätrenaissance Säulchen, Arkaden und Ornamentfelder aus Alabaster aufgelegt, die oft mit gedrechselten Halbsäulchen voneinander getrennt sind. So sollte vermutlich der Eindruck von Ebenholz und Elfenbein imitiert werden. Das Innere ist in der Regel mit Geheimfächern, Beiladen und doppelten Böden versehen und mit Kammzugpapier (Marmorpapier) ausgeklebt.
Einige Exemplare lassen eine ehemalige Nutzung als Brieflade und Schreibkasten zur Aufbewahrung von Schriftstücken, Feder und Tintenfass erkennen, eine darüber hinausgehende vielfältige Verwendung als Behälter für Schmuck und Wertsachen muss man annehmen.

## Entstehungszeit und Verbreitung
Fast 50 Exemplare haben sich in Museen und im Kunsthandel nachweisen lassen. Eines der ältesten ist 1558 datiert, die Mehrzahl der meist undatierten Stücke dürfte dem Stil nach aus der ersten Hälfte des 17. Jahrhunderts stammen, eine späte Zunftlade von 1707 fällt funktionell, zeitlich, stilistisch und formal aus der Reihe der in diese einzuordnenden Behältnisse bereits ziemlich heraus.
Die tatsächliche Herstellung der schon um 1900 „Römhilder Kästchen“ genannten Stücke in der südthüringischen Residenzstadt ist nicht unwahrscheinlich: In der Umgebung wurde traditionell Alabaster abgebaut und die geografische Standortverteilung der erhaltenen Objekte konzentriert sich auf Franken und Thüringen mit Schwerpunkt um Römhild. Auch wenn die Provenienzen der Kästchen aus den kunstgewerblichen Museumssammlungen meist nicht zurückverfolgt werden können, sind doch auch entlegenere historische Herkunftsangaben gesichert: Mindestens zwei von vier Exemplaren im Bremer Focke-Museum stammen aus Bremer Bürgerhaushalten.